# Karl-Fischerjeva titracija
Karl-Fischerjeva titracija je titracija, ki temelji na reakciji med jodom in žveplovim dioksidom. Žveplov dioksid in jod reagirata in tvorita žveplovo kislino in vodikov jodid. V prvotnem postopku sta se uporabljala metanol in baza, ki je služila kot blažilno sredstvo. 
Reakcija:  H2O + SO2 + I2 → H2SO4 + 2HI
Karl-Fischerjeva metoda ima veliko prednosti, kot so izjemna točnost, hitrost in selektivnost.

## O izumitelju
Karl Fischer je bil nemški kemik, ki je leta 1935 objavil metodo za določevanje vode v neznanih vzorcih. Ta metoda se še danes uporablja predvsem v kemijskih in farmacevtskih procesih in je izražena kot razmerje, ki se nahaja od 0 (popolnoma suho) do 1 (do vrednosti poroznosti materiala pri nasičenosti). Metoda je bila prvotno izvajana ročno, danes pa zaradi naprednejše tehnologije titracijo izvajamo avtomatizirano.

## Postopek titracije
Pred pričetkom samega dela je potrebno pripraviti celico, v kateri poteka titracija. Namestiti je potrebno posodo za odpadna topila, priključiti topilo, titrant in preveriti bireto. Celico prvič speremo, nato napolnimo s topilom ter zapremo in preverimo, da je vse zatesnjeno, da v celico ne pride vlaga, saj drugače pride do odstopanj in napak pri končnem rezultatu. Ko je vse pripravljeno, naprava in računalnik avtomatizirano izračunata in izrišeta rezultate, ki nastanejo pri analizi. 

## Metode Karl-Fischerjeve titracije
Poznamo več metod, s katerimi lahko izvedemo to titracijo. To so: volumetično in kolumetrično določevanje ter Karl-Fiscehrjeva pečica. 

### Volumetrično določevanje
Volumetrično določevanje je posebna tehnika, ki je primerna za določevanje vode v danem vzorcu, ko ta vsebuje do enega odstotka vode.  Dani vzorec se raztopi v metanolu, nato pa se jodu doda reagent. Pri tej metodi je končna točka zaznana potenciometrično.

### Kolumetrično določevanje
Ta metoda se uporablja za določevanje majhnih koncentracij vode. Pri kolumetričnem določanju končno točko določimo elektrokemično. Jod, ki je potreben reagent pri tej reakciji, pridobivamo z anodno oksidacijo jodida iz raztopine.
Vzorec se doda elektrolitski raztopini, katere glavne sestavine so jodidni ioni, žveplov dioksid, baza in topilo (kot je alkohol). Elektrolitična oksidacija povzroča proizvodnjo joda, kar pa povzroči takojšnjo reakcijo Karla-Fischerja. Za reakcijo sta potrebna dva reagenta – anolit, ki se postavi v anodno komoro celice elektrolize in katalit, ki je v katodni komori. 
Reakcija: 
2I – 2e– → I2
Prednost te metode je, da je regent možno večkrat uporabiti.

### Karl-Fischerjeva pečica
Karl-Fischerjeva pečica se uporablja za natančno določanje vode (predvsem trdnih ali viskoznih vzorcev), in sicer s procesom izhlapevanja. 

## Uporaba
Karl-Fischerjeva titracija se uporablja predvsem v: 
- tehničnih izdelkih – kot so plastika, olja in plini,
- kozmetičnih izdelkih,
- farmacevtskih izdelkih in v vseh naprednejših industrijah.